# Шеннон (Північна Кароліна)
Шеннон (англ. Shannon) — переписна місцевість (CDP) в США, в окрузі Робсон штату Північна Кароліна. Населення — 217 осіб (2020).

## Географія
Шеннон розташований за координатами 34°50′52″ пн. ш. 79°8′23″ зх. д. / 34.84778° пн. ш. 79.13972° зх. д. (34.847668, -79.139587).  За даними Бюро перепису населення США в 2010 році переписна місцевість мала площу 2,65 км², уся площа — суходіл.

## Демографія
Згідно з переписом 2010 року, у переписній місцевості мешкали 263 особи в 86 домогосподарствах у складі 62 родин. Густота населення становила 99 осіб/км².  Було 92 помешкання (35/км²).
Расовий склад населення:
| - 40,7 % — корінних американців - 25,5 % — чорних або афроамериканців - 20,9 % — білих - 12,9 % — осіб інших рас |

До двох чи більше рас належало 0,0 %. Частка іспаномовних становила 26,2 % від усіх жителів.
За віковим діапазоном населення розподілялося таким чином: 33,1 % — особи молодші 18 років, 58,2 % — особи у віці 18—64 років, 8,7 % — особи у віці 65 років та старші. Медіана віку мешканця становила 30,1 року. На 100 осіб жіночої статі у переписній місцевості припадало 94,8 чоловіків;  на 100 жінок у віці від 18 років та старших — 95,6 чоловіків також старших 18 років.
За межею бідності перебувало 30,4 % осіб, у тому числі 48,6 % дітей у віці до 18 років та 0,0 % осіб у віці 65 років та старших.
Цивільне працевлаштоване населення становило 104 особи. Основні галузі зайнятості: виробництво — 44,2 %, освіта, охорона здоров'я та соціальна допомога — 30,8 %, публічна адміністрація — 8,7 %, науковці, спеціалісти, менеджери — 8,7 %.